# Capilla de las Siervas de María (Santa Cruz de Tenerife)
La capilla de las Siervas de María es una capilla que se encuentra en la calle Viera y Clavijo, junto al edificio central del Ayuntamiento de Santa Cruz de Tenerife, en la ciudad del mismo nombre en la isla de Tenerife (Islas Canarias, España). Esta capilla acoge la Iglesia Castrense Nuestra Señora de la Salud.
La actual iglesia, que data de 1926, se sitúa en lo que fue el jardín del antiguo convento de la congregación de las Siervas de María. La construcción, de estilo ecléctico, se aleja de las técnicas constructivas tradicionales en la isla. Es obra de Domingo Pisaca Burgada y fue inaugurada por el obispo Fray Albino en octubre de 1927. A nivel técnico, cabe destacar que el interior del templo presenta interesantes policromías con motivos naturales, así como imitaciones de mármol de calidad disímil. Esta capilla ostenta la declaración de Bien de Interés Cultural de Canarias (BIC).